# 新加坡口香糖禁令

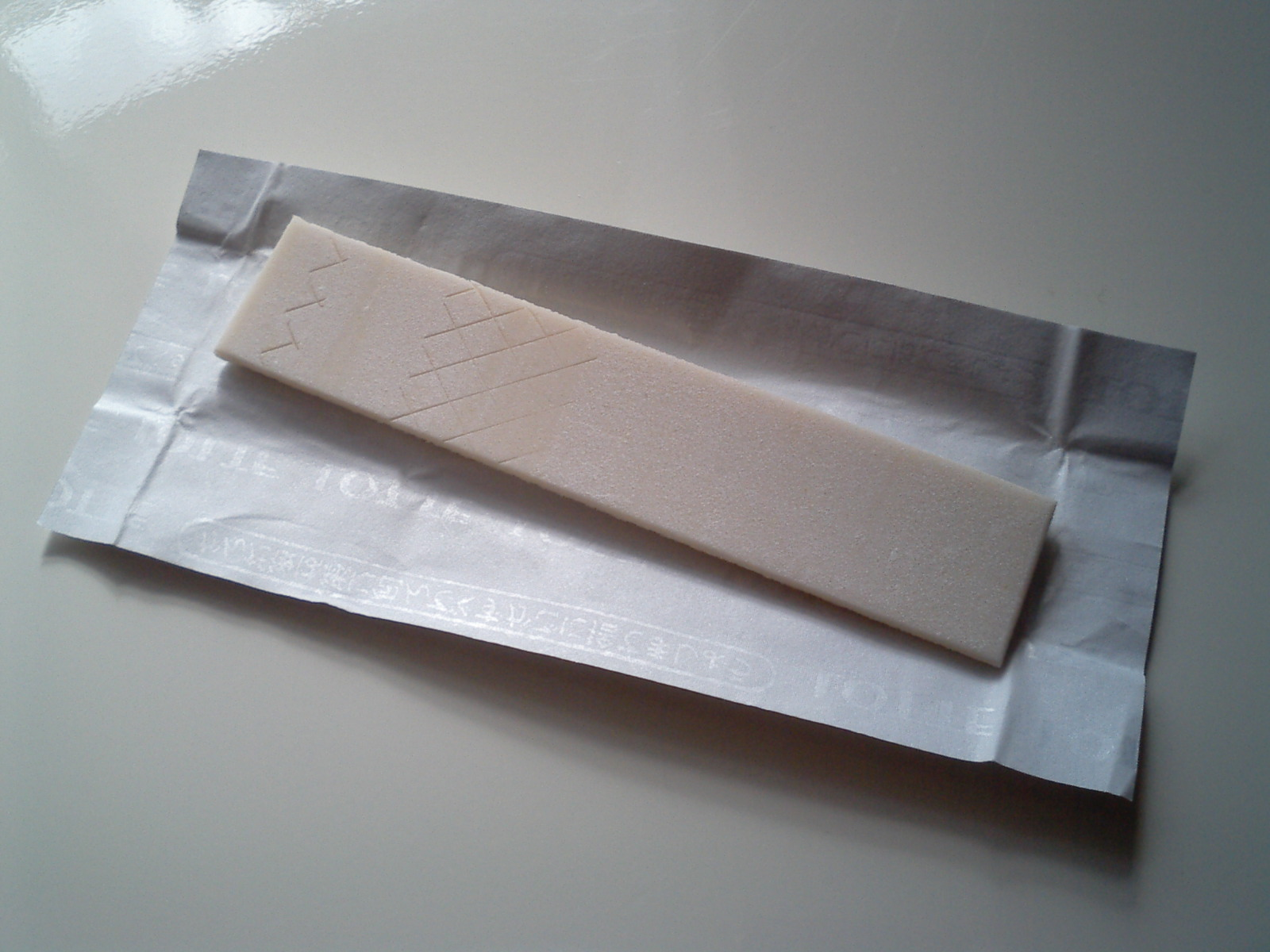
一支口香糖

新加坡自1992年起实施口香糖禁令，但从2004年起允许食用疗法用途和治疗牙科疾病的口香糖及尼古丁口香糖。符合这些标准的口香糖可以向医生或注册药剂师购买。

## 背景
1987年，耗资50亿新元建造的新加坡地铁投入使用。这在当时是新加坡实行的最大公共项目。后来据报道，一些破坏者把吃剩的口香糖粘在地铁车门的传感器上，使车门无法正常运作，影响到地铁服务。虽然此现象非常少见，但维护需要极高的费用，也很难抓到破坏者。1992年，刚接任新加坡总理的吴作栋决定发布口香糖禁令。这一禁令随《制造控制法》颁布，此法律同时限定某些烟酒产品的销售。

## 结果
口香糖禁令公布后，新加坡对口香糖的进口立即停止了。在商家清空余留的口香糖库存后，销售口香糖被完全禁止。禁令刚颁布时即陷入争议，并有人屡次违反，一些新加坡人冒险前去马来西亚的新山购买口香糖。违反禁令者被政府点名批评，以儆效尤。新加坡没有出现交易口香糖的黑市，但仍有人从新山走私进口以供个人使用。后期因部分口香糖有医疗作用，禁令有所放松。但新加坡政府忧于人们乱吐口香糖的风险，拒绝完全废止禁令。

## 国际关注
90年代中期，新加坡法律开始受到国际媒体的报道。美国媒体注意到麦可·彼特·费尔于1994年因在新加坡破坏他人财产而受鞭刑的案件，以及诸如“使用完公共厕所后强制冲水”的规定。关于这些问题的报道极其繁杂，甚至传出了“在新加坡进口口香糖要受鞭刑”的说法。实际上，对于违反口香糖禁令的处罚是罚款和监禁。当英国广播公司的记者在采访李光耀时指出此等严苛的禁令会扼杀人们的创造力时，后者说：“如果因为不吃口香糖就不能思考，试试看香蕉吧。”

## 禁令的修订
1999年，美国总统比尔·克林顿和新加坡外交部长吴作栋同意开启建立双边自由贸易区的对话，这一对话持续到乔治·W·布什执政期间。2003年初，谈判已将近完成，但还有两个问题尚未解决——进攻伊拉克和口香糖禁令。
总部设在美国芝加哥的著名口香糖生产商箭牌公司争得了华盛顿特区游说集团和伊利诺伊州国会议员、时任美国众议院筹款委员会贸易分会主席菲尔·克雷恩的支持，以推动口香糖进入美国—新加坡自由贸易协定的议事日程，令新加坡政府陷入困局。它承认了特定种类口香糖（例如一种含有可使牙釉质变得强韧的乳酸钙的无糖口香糖）对健康的益处。被分到此类的医疗用口香糖被允许销售，但只限牙科医生和药剂师售卖，并且必须记录购买者的姓名。
2003年，美国和新加坡签署了自贸协定，同时口香糖禁令也得到修订。比尔·克雷恩认为两国对话“非常艰难”。有人惊讶地发现，新加坡的口香糖市场并不广阔，但箭牌却努力地将口香糖推向该国；而箭牌却认为这是值得的。箭牌公司主管合作沟通的高级总监克里斯托弗·佩里尔说：“我们公司在历史上，有很多短期看似没有经济效益的事的先例，但从长远的、哲学的角度来看，这么做是正确的。”